# 寧慈皇后
寧慈皇后（越南语：／；？—？），越南陳朝寧祖陳翕的夫人。
寧慈皇后事跡不詳，只知她嫁與陳寧祖。興隆二十一年（1321年）正月，陳英宗陳烇追尊她諡號為寧慈皇后。